# Moby Dick (1930)
Moby Dick ist ein nach dem gleichnamigen Roman von Herman Melville im Jahr 1930 entstandener US-amerikanischer Schwarzweiß-Film des Regisseurs Lloyd Bacon. Das Drehbuch schrieb Oliver H. P. Garratt.

## Handlung
Ahab, Kapitän des Walfangschiffs „Pequod“, ist auf der Suche nach dem Wal Moby Dick, der bei einer früheren Begegnung der beiden Ahab fast getötet hätte. An diesen Kampf erinnert noch seine Beinprothese, gefertigt aus dem Kieferknochen eines Pottwals. Der ursprünglich als Autoritätsperson zu betrachtende Kapitän verliert jedoch im Laufe der Reise bei seiner Crew zunehmend an Vertrauen und Glaubwürdigkeit. In New Bedford verliebt er sich in die Tochter des Pfarrers Mapple. Er tötet den Wal schließlich und kehrt zu seiner großen Liebe zurück.

## Vergleich zum Buch und Kritik
Der Film Moby Dick lässt den Ich-Erzähler Ishmael weg. Der Film macht aus dem Antihelden Ahab einen menschlichen und sympathischen Mann. Die Figur Faith Mapple wurde für den Film erfunden. Walter C. Metz sagte über den Film, dass er eine konventionelle Hollywood Liebesgeschichte zwischen Ahab und Fath produziere außerdem werde der Hintergrund Ahabs näher erläutert als im Buch.